# Barijev klorid
Barijev klorid je anorganska spojina s formulo BaCl2. To je ena izmed najpomembnejših vodotopnih barijevih soli. Podobno kot večina barijevih soli je bele barve, strupena in daje rumenozeleno barvo plamenu. V manjših količinah jo uporabljajo v kemiji in industriji.

## Struktura in lastnosti
BaCl2 kristalizira v dveh oblikah (je polimorfna). Ena ima kubično fluoritno strukturo, druga pa ortorombsko, podobno kot svinčev klorid. Obe obliki ustrezata preferenci velikega iona Ba2+ za koordinacijska števila nad šest. V fluoritni strukturi je njegovo koordinacijsko število 8, v ortorombski pa 9. Ko je slednja podvržena tlakom 7–10 GPa, se pretvori v tretjo, monoklinsko obliko s koordinacijskim številom 10.
BaCl2 se v vodni raztopini obnaša kot preprosta sol; v vodi je 1:2 elektrolit, raztopina ima nevtralen pH. S sulfatnim ionom reagira in tvori gosto belo oborino barijevega sulfata.
Ba2+ + SO42− → BaSO4
Oksalat sproži podobno reakcijo:
Ba2+ + C2O42− → BaC2O4
V zmesi z natrijevim hidroksidom da dihidroksid, ki je zmerno topen v vodi.

## Sinteza
Industrijsko ga pripravljajo z dvostopenjsko reakcijo iz barita (barijevega sulfata):
BaSO4 + 4 C → BaS + 4 CO
Prvi korak zahteva visoke temperature.
BaS + 2 HCl → BaCl2 + H2S
Namesto HCl se lahko uporablja klor.
Načeloma ga lahko dobimo tudi iz barijevega hidroksida ali barijevega karbonata. Ti bazični soli reagirata s klorovodikovo kislino, nastane hidriran barijev klorid.

## Uporaba
Kljub dostopnosti in nizki ceni je uporaba omejena. Industrijsko ga uporabljajo predvsem za čiščenje jedke slanice, v manjši meri pa za proizvodnjo soli za toplotno obdelavo jekla. Poleg tega barijeve spojine uporabljajo v pirotehniki za svetlobne učinke. Kombinacija barijevega nitrata in polivinilklorida ob gorenju slednjega sprošča barijev klorid, ki obarva plamen zeleno.
Uporabnost omejuje dejstvo, da je močno strupen, podobno kot ostale vodotopne barijeve soli. Draži oči, kožo in dihala. Lahko deluje tudi na osrednje živčevje in mišice, kar povzroči srčno aritmijo in paralizo. Izpostavljenost lahko povzroči tudi smrt.